# Snědovice
Snědovice är en ort i Tjeckien.   Den ligger i regionen Ústí nad Labem, i den nordvästra delen av landet, 50 km norr om huvudstaden Prag. Snědovice ligger 230 meter över havet och antalet invånare är 729.
Terrängen runt Snědovice är huvudsakligen platt, men norrut är den kuperad. Runt Snědovice är det ganska tätbefolkat, med 104 invånare per kvadratkilometer. Närmaste större samhälle är Štětí, 5,7 km söder om Snědovice. Trakten runt Snědovice består till största delen av jordbruksmark.